# Zbigniew Jarosz
Zbigniew Jarosz (ur. 5 czerwca 1934 w Dąbrowie Tarnowskiej, zm. 4 listopada 2019) – polski siatkarz, reprezentant Polski, działacz sportu samochodowego, komandor Rajdu Polski.

## Życiorys
W latach 1953–1960 występował w barwach AZS Wrocław, od 1961 do 1967 reprezentował barwy Gwardii Wrocław. Z Gwardią zdobył w 1964 wicemistrzostwo Polski, w 1965 i 1966 brązowe medale mistrzostw Polski. W 1957 wystąpił w dwóch, a w 1965 w trzech spotkaniach towarzyskich reprezentacji Polski seniorów
W 1951 ukończył liceum ogólnokształcące w Strzelcach Opolskich, studiował na Wydziale Weterynaryjnym Wyższej Szkoły Rolniczej we Wrocławiu (1951-1954) i Wyższej Szkole Wychowania Fizycznego we Wrocławiu (1954-1958), ukończył też Szkołę Oficerów Milicji Obywatelskiej w Szczytnie (1968). Służył w Milicji Obywatelskiej, następnie Policji, był m.in. Naczelnikiem Wydziału Ruchu Drogowego Komendy Wojewódzkiej MO we Wrocławiu (1975-1988), następnie zastępcą komendanta wojewódzkiego we Wrocławiu ds. prewencji i ruchu drogowego. Przeszedł na emeryturę w 1998.
Był działaczem Polskiego Związku Motorowego, w latach 1984-1993 (dziesięć edycji) był komandorem Rajdu Polski.
W 1957 ożenił się z pływaczką, Marią Ronczewską. Jego synem jest Maciej Jarosz, wnukami Marcin Jarosz i Jakub Jarosz.